# István Horváth
István Horváth (ur. 1 września 1935 w Paks) – węgierski polityk komunistyczny, dwukrotny minister spraw wewnętrznych (1980-1985 i 1987-1990).

## Życiorys
Po ukończeniu 8 klas szkoły podstawowej w Paks od 1949 uczył się w gimnazjum w Budapeszcie, a od 1953 do 1957 studiował na Wydziale Prawnym Uniwersytetu im. Loránda Eötvösa. W 1954 i 1955 odbył przeszkolenie wojskowe i został młodszym sierżantem, od 1956 należał do rządzącej komunistycznej WSPR (początkowo: Węgierskiej Partii Pracujących). Od sierpnia 1957 pracował jako radca prawny w Kecskemécie, wkrótce potem przeszedł do pracy w sądownictwie, w 1958 został głównym sędzią sądu rejonowego w Kecskemécie. W 1959 został etatowym pracownikiem organów partyjnych w Komitacie Bács-Kiskun, od 1963 jako kierownik działu, a od września 1968 sekretarz tego komitetu. W kwietniu 1970 został I sekretarzem Węgierskiego Komunistycznego Związku Młodzieży, 28 listopada 1970 wszedł w skład KC WSPR, od 29 czerwca 1973 do 1980 był I sekretarzem Komitetu WSPR Komitatu Bács-Kiskun. Od 24 kwietnia 1980 do 29 marca 1985 pełnił funkcję ministra spraw wewnętrznych, od 28 marca 1985 do 23 czerwca 1987 sekretarza KC WSPR i kuratora jednego z wydziałów KC, od 25 czerwca do 16 grudnia 1987 zastępca przewodniczącego Rady Ministrów, a od 16 grudnia 1986 do 23 stycznia 1990 ponownie ministra spraw wewnętrznych.